# Janusia muiri
Janusia muiri är en spindelart som beskrevs av Gray 1973. Janusia muiri ingår i släktet Janusia och familjen Ctenidae.
Artens utbredningsområde är Western Australia. Inga underarter finns listade i Catalogue of Life.